# Alethe
Alethe és un gènere d'ocells de la família dels muscicàpids i l'ordre dels passeriformes. Està format per dues espècies africanes d'aus de mitjana grandària, que fan al voltant de 20 cm de llargària. Viuen sovint al sòl del bosc, alimentant-se d'insectes i també fruits. Sense dimorfisme sexual, per sobre són marrons i blanquinosos per sota.
El gènere va ser proposat per l'ornitòleg nord-americà John Cassin l'any 1859. Va ser classificat a la família dels túrdids (Turdidae), però el 2010 dos estudis filogenètics moleculars independents van trobar que les espècies d'aquest gènere estaven més relacionades amb els membres de la família dels muscicàpids. El Congrés Ornitològic Internacional (versió 4.2, 2014) els trasllada, doncs, a aquesta darrera família.

## Taxonomia
En algunes classificacions, com ara Clements 6th edition (Rev. 2009) s'incluen en aquest gènere les quatre espècies que el IOC situa al gènere Pseudalethe, a més de considerar Alethe castanea una subespècie d'Alethe diademata.
La classificació del Congrés Ornitològic Internacional (versió 11.2, 2021) situa dues espècies en aquest gènere:
- Alethe castanea - Aleta cresta de foc.
- Alethe diademata - Aleta cuablanca.